# Uetersen
Uetersen (ˈyːtɐzən) grad je u sjevernoj Njemačkoj, u pokrajini Schleswig-Holstein. Grad ima oko 17.849 stanovnika (2008.). Uetersen je najveći grad u okrugu Pinneberg i pripada aglomeraciji i metropolnoj regiji Hamburga.

## Uprava

### Gradonačelnici od 1870.
| Period        | Ime                        |
| ------------- | -------------------------- |
| 1870. – 1900. | Ernst-Heinrich Meßtorff    |
| 1900. – 1914. | Heinrich Muuß              |
| 1914. – 1918. | Ernst Ladewig Meyn         |
| 1918. – 1930. | Jakob Christians           |
| 1930. – 1933. | Heinrich Wellenbring (SPD) |
| 1933.         | Ferdinand Bauth            |
| 1933. – 1945. | Hermann Dölling (NSDAP)    |
| 1945. godine  | Heinrich Stühmeyer         |

| Godine        | Ime                      |
| ------------- | ------------------------ |
| 1945. – 1956. | Heinrich Wilkens (SPD)   |
| 1956. – 1964. | Dr. Jürgen Frenzel (SPD) |
| 1964. – 1988. | Waldemar Dudda (SPD)     |
| 1988. – 1994. | Wolfgang Bromma (SPD)    |
| 1994. – 2003. | Karl Gustav Tewes        |
| 2003. – 2009. | Wolfgang Wiech           |
| 2009.–        | Andrea Hansen            |

## Grb
Blazon : U crvenom štitu je srebrni (= bijela) kapija bez ikakvih vrata. Zid ima šest vrhova. Postoji srebro (= bijela) kula sa svake strane, s po dva prozora i završena srebrom (= bijeli) trokutastim krovovima.Između kula nalazi se list koprive grofova Holstein. Na otvorenim vratima u podnožju stoji srebrna (= bijeli) Predmet u obliku slova S koji bi mogao prikazati Djevicu Mariju i Isusa kako stoje na zlatnom (= žuti) ležeći mjesečev polumjesec, a uz njega dva zlatna (= žute) zvijezde na crvenoj podlozi. Ispod vrata nalazi se plavo polje koje vjerojatno simbolizira vodu. 

## Zbratimljeni gradovi
- Wittstock (Brandenburg, Njemačka), od 1990.

## Vanjske poveznice
- Službena stranica (njem.)

### Ostali projekti
|  | Zajednički poslužitelj ima još gradiva o temi Uetersen |